# حمض التورين
حمض التورين أو التورين (بالإنجليزية: Taurine)‏ هو حمض عضوي له عدة أدوار مهمة في جسم الإنسان، وهو من المكونات الضرورية لأغشية الخلايا، حيث يقوم بتنظيم نقل المواد الغذائية عبر أغشية الخلايا ويزودها بالحماية ضد السموم. ويلعب التورين دوراً كبيراً في تحسين وظائف الكبد عبر تكوينه لأحماض الصفراء والمواد الطاردة للسموم، حيث أن التورين هو المكون الرئيسي لأحماض الصفراء التي يفرزها الكبد. غالبا ما يؤدي انخفاض معدل التورين في الجسم إلى الإصابة بأمراض الحساسية المختلفة مثل الحساسية الكيميائية.

## الاكتشاف والتسمية
اكتشفه العالمان فريدريش تايديمان وليوبولد عام 1827. التورين يأتي من الكلمة اللاتينية taurus.
يتوافر حمض التورين في البروتين الحيواني واللحوم العضوية والكائنات البحرية اللافقارية. ومن العوامل التي تجعل الجسم يفتقر إلى التورين هي اتباع نظام غذائي نباتي، الإصابة بداء الصرع، الحميات المؤقتة المقصود منها إنقاص الوزن السريع، إدمان الكحول، تناول حبوب منع الحمل، العلاج بالكورتيزون، التعرض لمستوى عال من الضغوط، أو في حالات تعاطي جرعات عالية من الجلوتومات أحادية الصوديوم.

## وجوده في الغذاء
يوجد حمض التورين طبيعيا في اللحوم والأسماك. مقادير  تعاطيه يوميا من الغذاء تتراوح بين 58 مليغرام و300 مليغرام ؛ كما تعتمد تلك المقادير على طريقة تحضير الغذاء، فالحرارة تغيره.